# Великая (река, впадает в Финский залив)
Великая (фин. Vilajoki — Ви́лайоки) — река в Финляндии (Южная Карелия) и России (Выборгский район Ленинградской области). Впадает в залив Балтиец Финского залива. Площадь водосборного бассейна — 344 км², из них 73,4 % на территории Финляндии и 26,6 % на территории России. Длина российской части реки — 20 км.
В Финляндии берёт начало из озера Титтара (54,1 м нум), далее протекает через озёра Корписенъярви, Лахнаярви и Пукалусъярви (последнее разделено государственной границей). На российской стороне протекает через озёра Холмогорское и Великое. В районе устья на Великой расположен посёлок Балтиец.
В бассейн Великой входит река Тархановка, впадающая в озеро Холмогорское. На финской стороне эта река также именуется «Вилайоки».

## Данные водного реестра
По данным государственного водного реестра России относится к Балтийскому бассейновому округу, водохозяйственный участок реки — Реки и озера бассейна Финского залива от границы РФ с Финляндией до северной границы бассейна р. Нева, речной подбассейн реки — Нева и реки бассейна Ладожского озера (без подбассейна Свирь и Волхов, российская часть бассейнов). Относится к речному бассейну реки Нева (включая бассейны рек Онежского и Ладожского озера).